# Ramaytushes
Els ramaytushes eren una de les subdivisions lingüístiques dels Ohlone, amerindis del nord de Califòrnia. Històricament els ramaytushes van habitar la península de San Francisco entre la badia de San Francisco i l'Oceà Pacífic a l'àrea que ara són els San Francisco i San Mateo.
Els ramaytushes no eren un grup amb consciència sociopolítica pròpia. Encara que estan ben definits pels lingüistes i antropòlegs moderns des de principis del segle XX com els costano de San Francisco, el poble que parlava un dialecte o llengua de la branca costano de les llengües utianes. El terme ramaytush se'ls va aplicar per primer cop durant la dècada de 1970.
Històricament el territori lingüístic ramaytush és limitat en gran manera per l'oceà i el mar, excepte al sud on limiten amb la gent de la Vall de Santa Clara que parlava tamyen i el poble de les muntanyes de Santa Cruz i la costa del Pacífic a Point Año Nuevo que parlava dialectes awaswas. Cap a l'est, a través de la badia de San Francisco, hi havia tribus de parla chochenyo. Cap al nord, a través del Pont Golden Gate, hi havia la tribu local Huimen del miwoks de la costa. La tribu local ramaytush més septentrional, la Yelamu de San Francisco, es va barrejar amb els chochenyos Huchiun de l'àrea d'Oakland en el moment de la colonització espanyola.
Les malalties europees van delmar les principals tribus que s'establiren a la Missió de Dolores després de la creació en 1776. El poble ohlone fou forçat a usar l'espanyol i van perdre llur llengua. Centenars d'ohlone a la Missió Dolores foren enviats al nord de la badia a construir la Missió de San Rafael, que després va ser utilitzada com a hospital per als neòfits malalts. Alfred L. Kroeber va afirmar que el poble de la badia oest s'havia extingit abans de 1915. La Tribu Muwekma Ohlone, descendents d'antics parlants chochenyo i tamyen, han estat defensors vocals per qüestions ameríndies de San Francisco, igual que alguns descendents d'ohlone a l'Àrea de la Badia de Monterey cap al sud.